# Dipótamos (ort i Grekland, Mellersta Makedonien)
Dipótamos är en ort i Grekland.   Den ligger i prefekturen Nomós Kilkís och regionen Mellersta Makedonien, i den norra delen av landet, 300 km norr om huvudstaden Aten. Dipótamos ligger 210 meter över havet och antalet invånare är 198.
Terrängen runt Dipótamos är platt åt nordväst, men åt sydost är den kuperad. Dipótamos ligger nere i en dal. Runt Dipótamos är det ganska glesbefolkat, med 26 invånare per kvadratkilometer. Närmaste större samhälle är Kilkis, 7,7 km väster om Dipótamos. == Kommentarer ==
1. ↑  Framräknat ur variansen i alla höjduppgifter (DEM 3") från Viewfinder Panoramas, inom 10 km radie.[2] Mer om algoritmen finns här: Användare:Lsjbot/Algoritmer.